# サン・ドメニコ・ディ・カメリーノの祭壇画
『サン・ドメニコ・ディ・カメリーノの祭壇画』（サン・ドメニコ・ディ・カメリーノのさいだんが、英: San Domenico di Camerino Altarpiece）、または『サン・ドメニコ・ディ・カメリーノの多翼祭壇画』（サン・ドメニコ・ディ・カメリーノのたよくさいだんが、伊: Polittico di San Domenico di Camerino）は、イタリア初期ルネサンスの画家カルロ・クリヴェッリが1482年に板上にテンペラと金で描いた絵画である。本来、イタリアのマルケ州カメリーノで描かれた。豪華な祭壇画を構成していたそれぞれのパネルは現在、ミラノのブレラ美術館、フランクフルトのシュテーデル美術館、そしてチューリッヒのアベッグ＝ストッカー ・コレクション (Abegg-Stockar Collection) に所蔵されている。そのうち、ブレラ絵画館には中央パネルと左右両翼パネル、および裾絵 (プレデッラ)の2点が所蔵されている。

## 作品
この祭壇画は、ナポレオンによる美術品略奪の後の1811年にカメリーノのサン・ドメニコ教会からブレラ美術館にもたらされた。移送中に、他の場面のパネルも含んでいた本来の額縁は失われてしまった。それらパネルのうちの2点である「大天使ガブリエル」と「受胎告知の聖母」もブレラ美術館にもたらされたが、作品交換により、現在はシュテーデル美術館に所蔵されている。
「聖母子」を表す本作の中央パネルは、クリヴェッリが後に制作した『ロウソクの聖母』と比較すると全体的に地味で、より自然主義的である。この祭壇画の写実的な描写は、右翼パネルの手前に登場しているカメリーノの守護聖人聖ヴェナンティウス (Venantius) の手に見ることができる。左翼パネル手前にいる聖ペテロの鍵と司教杖、宝石、殉教者ペトロ (Peter of Verona) を傷つけた刃物、様々に用いられている豪華な金の装飾、ガラス瓶、聖ペテロの衣服のヴェール、基壇を装飾する果物などに見られる事物の見事な質感描写は、すべてそれらを生き生きと見せるために考案されている。
この祭壇画の構図は、1480年にニッコロ・アルンノがカメリーノのサン・ヴェナンツィオ (San Venanzio) 教会のために制作した『サンティ・べッリ多翼祭壇画』 (Polyptych of Santi Belli) に由来している。

## 祭壇画を構成していたパネル
祭壇画を構成していたパネルは以下の通りである。それぞれの位置は祭壇画の予想復元にもとづく。
- 「聖母とヒワを持つ幼子イエス・キリスト」、「OPVS CAROLI CRVELLI VENETI M48II」の署名と1482年の制作年あり[2]。190x78 cm、ブレラ美術館 (ミラノ)
- 「聖ペテロと聖ドミニクス」 (左翼パネル) 、 170x60 cm、ブレラ美術館
- 「殉教者聖ペテロと聖ヴェナンティウス」 (右翼パネル) 、 170x60 cm、ブレラ美術館
- 「大天使ガブリエル」 (上段左側) 、 54x38 cm、シュテーデル美術館 (フランクフルト)
- 「受胎告知の聖母」 (上段右側) 、54x38 cm、シュテーデル美術館
- 「キリストの復活」 (上段中央) 、50x70 cm、アベッグ＝ストッカー・コレクション (Abegg-Stockar Collection)、チューリッヒ
- 「聖アントニウス、聖ヒエロニムス、聖アンデレ」 (裾絵左側) 、 25x62 cm、ブレラ美術館
- 「聖大ヤコブ、シエナの聖ベルナルドゥス、ニコデモ」 (裾絵右側) 、25x60 cm、ブレラ美術館

## 祭壇画の想定復元
|  |  |  |
|  |  |  |
|  |  |  |